# Maurice Schmitt
Pour les articles homonymes, voir Schmitt.
Maurice Schmitt, né le 23 janvier 1930 à Marseille, est un général d'armée français. Il est chef d'état-major de l'Armée de terre du 25 septembre 1985 au 15 novembre 1987, puis chef d'état-major des armées du 16 novembre 1987 au 23 avril 1991 et gouverneur des Invalides jusqu'au 31 décembre 1996.

## Biographie
Fils du général Gaston Schmitt, Maurice Schmitt entre à l'École spéciale militaire de Saint-Cyr en octobre 1948. Après son stage à l'École d'application de l'artillerie, il est affecté au 1er régiment d'artillerie coloniale de Melun.
Désigné pour servir en Extrême-Orient en janvier 1953, il est affecté au 4e régiment d'artillerie coloniale puis à l'artillerie du groupement opérationnel du Nord-Ouest (GONO), nom de la garnison de Diên Biên Phu. Fait prisonnier le 7 mai 1954, il est libéré le 2 septembre suivant.
Chevalier de la Légion d'honneur à l'âge de 25 ans, instructeur à l’École d'application de l'infanterie jusqu'en septembre 1956, il est ensuite affecté au 3e régiment de parachutistes coloniaux en Afrique du Nord où il commande la compagnie d'appui de mai 1958 à octobre 1959. Une de ses citations honore un « chef de section de parachutistes particulièrement dynamique et courageux » s’étant « brillamment distingué au cours des opérations de maintien de l’ordre » conduisant à « l'arrestation d’éléments terroristes importants »[réf. souhaitée]. En 1959, il est fait officier de la Légion d'honneur à l'âge de 29 ans.
Promu colonel en 1974, puis général de brigade en 1979, il devient chef d'état-major de l’Armée de terre en 1985 puis chef d'État-Major des armées en 1987 et responsable à ce titre des opérations des forces françaises pendant la guerre du Golfe en 1990 et 1991. Il est remplacé par l'amiral Jacques Lanxade le 23 avril 1991.
En 1990, il est élevé à la dignité de grand-croix de la Légion d'honneur et devient gouverneur des Invalides en 1991, poste qu'il quitte en 1996.
Il vit ensuite retiré à Marseille.
Après 2001, son nom est cité à plusieurs reprises,, lorsqu'est évoquée la pratique de la torture pendant la guerre d'Algérie : plusieurs victimes l'accusent d'avoir lorsqu'il était lieutenant dirigé l’école Sarouy, utilisée en 1957 comme centre d’interrogatoires et de tortures, qu'il aurait orchestrées. Il réfute ces accusations qu'il qualifie de « pure affabulation ».
Ses accusateurs l'assignent en diffamation, dans deux procès qui se terminent pour l'un (contre Henri Pouillot) par la condamnation du général en 2005 et pour l'autre (contre Louisette Ighilahriz) par la relaxe du général en 2007. Le général gagne à son tour un procès en diffamation contre Henri Pouillot en 2007, ce dernier l'ayant accusé de défendre la torture.[réf. souhaitée]

## Décorations

### Décorations françaises
- Grand-croix de la Légion d'honneur[1]
- Commandeur de l'ordre national du Mérite
- Croix de la Valeur militaire
- Croix de guerre des Théâtres d'opérations extérieurs
- Médaille coloniale
- Médaille commémorative française de la guerre 1939-1945
- Médaille commémorative de la campagne d'Indochine
- Médaille commémorative des opérations de sécurité et de maintien de l'ordre

### Décorations étrangères
- Commandeur de l'ordre du Mérite de la République  d'Allemagne
- Médaille de la Libération du Koweït (en) (Arabie saoudite)
- Première classe de l'ordre du mérite de la sécurité nationale (en) (Corée du sud)
- Commandeur de la Legion of Merit (États-Unis)
- Commandeur de 1re classe de l'ordre de la Rose blanche (Finlande)
- Grand officier de l’ordre du Cèdre (Liban)
- Grand-croix de l'ordre royal norvégien du Mérite (Norvège)
- Deuxième classe de l'ordre du mérite militaire Oman (Oman)
- Médaille du Nishan-e-Imtiaz (en) (Pakistan)
- Grand officier de l'ordre de la République (Tunisie)
- Médaille de l'ordre du Mérite militaire (Venezuela)

## Publications
- De Diên Biên Phu à Koweït City, Paris, éd. Grasset, 1992
- Le double jeu du maréchal: légende ou réalité, Paris, éd. Presses de la Cité, 1996
- Alger-été 1957: une victoire sur le terrorisme, Paris, éd. L'Harmattan, 2002
- Deuxième bataille d'Alger, 2002-2007, la bataille judiciaire, Paris, éd. L'Harmattan, 2008